# Reserva Natural de Toolse
A Reserva Natural de Toolse é uma reserva natural localizada no condado de Lääne-Viru, na Estónia.
A área da reserva natural é de 468 hectares.
A área protegida foi fundada em 1978 para proteger o Parque de Toolse e a sua floresta de carvalhos. Em 2005, a área protegida foi designada como reserva natural.